# 貝古爾山脈
貝古爾山脈（西班牙語：Montañas de Begur），是西班牙的山脈，位於該國東北部加泰羅尼亞，處於地中海附近，是加瓦雷斯山的延伸部分，屬於加泰羅尼亞海岸山脈的一部分。